# Vaccí de Minhai contra la COVID-19
El vaccí de Minhai contra la COVID-19 és un vaccí contra la COVID-19 basat en virus inactivat desenvolupada per la Minhai Biotechnology Co. i la Kangtai Biological Products Co. Ltd.

## Autoritzacions
Autorització plena
     Autorització d'emergència
     Permesa per viatges
Emergència (2)
1. Indonèsia[4]
2. Xina[5]